# جيل روسيل
جيل روسيل (بالإنجليزية: Gail Russell)‏ هي ممثلة أمريكية، ولدت في 21 سبتمبر 1924 بشيكاغو في الولايات المتحدة، وتوفيت في 26 أغسطس 1961 في الولايات المتحدة بسبب نوبة قلبية.

## وصلات خارجية
- جيل روسيل على موقع IMDb (الإنجليزية)
- جيل روسيل على موقع الموسوعة البريطانية (الإنجليزية)
- جيل روسيل على موقع ألو سيني (الفرنسية)
- جيل روسيل على موقع تيرنر كلاسيك موفيز (الإنجليزية)
- جيل روسيل على موقع أول موفي (الإنجليزية)
- جيل روسيل على موقع قاعدة بيانات الأفلام السويدية (السويدية)
- جيل روسيل على موقع إن إن دي بي (الإنجليزية)
- جيل روسيل على موقع قاعدة بيانات الفيلم (الإنجليزية)
- جيل روسيل على موقع كينوبويسك (الروسية)